# Bob Flanagan
Bob Flanagan (26 de desembre de 1952 - 4 de gener de 1996) va ser un artista i escriptor nord-americà conegut pel seu treball sobre el sadomasoquisme i per la seva experiència vital convivint amb la malaltia de la fibrosi quística.

## Vida primerenca
Flanagan va néixer a la ciutat de Nova York el 26 de desembre de 1952 i va créixer a Costa Mesa, Califòrnia, amb la seva mare Kathy, i el seu pare Robert, i els germans Joan i Tim, i la seva germana Patricia. A la infància, a Flanagan se li va diagnosticar fibrosi quística. La seva germana, Patricia, va morir als 21 anys de la mateixa malaltia, que també va cobrar la vida de la seva segona germana, que va morir poc després de néixer. Als 14 anys, el 1967, Flanagan va ser nomenat el primer fill del pòster per al capítol del comtat del nord d'Orange de la National Cystic Fibrosis Research Foundation.
Flanagan es va graduar a la Costa Mesa High School, i va estudiar literatura a la Universitat Estatal de Califòrnia, Long Beach i la Universitat de Califòrnia, Irvine. Traslladant-se a Los Angeles el 1976.

## Carrera professional
Flanagan va començar a llegir els seus poemes al sud de Califòrnia a mitjans de la dècada de 1970 i va formar part de la comunitat poètica del Beyond Baroque Literary Arts Center. Va publicar el seu primer llibre, The Kid is the Man, amb Bombshelter Press el 1978.
Flanagan va conèixer Sheree Rose el 1980, i va col·laborar estretament amb ella durant la resta de la seva vida. Durant la dècada de 1980, Flanagan i Rose es van centrar en l'educació i l'organització de la comunitat BDSM, i van ser membres fundadors del capítol de Los Angeles de la Society of Janus. El seu treball en l'art escènic va començar amb la peça de 1989 Nailed, presentada juntament amb el llançament de la publicació RE/Search Modern Primitives. A Nailed, Flanagan va clavar el seu penis i l'escrot a un tauler mentre cantava "If I Had a Hammer".
L'obra Visiting Hours, que es va mostrar per primera vegada al Santa Monica Museum of Art l'any 1992, va combinar text, vídeo i actuació en directe i va explorar la convergència de la malaltia i el sadomasoquisme. Va ser l'exposició del museu més visitada de Flanagan. Al centre de la galeria, Flanagan es va estirar en un llit d'hospital i va interactuar amb els visitants del museu durant la durada de l'exposició. Segons la comissària Laura Trippi, "La instal·lació estava dissenyada com una escenografia boja d'un hospital residencial infantil, ple d'elements d'una cambra de tortura que s'amaga enmig de l'alegria institucional".
El 1996, Flanagan va rebre el premi Steve Maidhof per al treball nacional o internacional de la National Leather Association International.

## Vídeos musicals
Flanagan apareix al vídeo musical àmpliament prohibit de la cançó "Happiness in Slavery" de Nine Inch Nails. Al vídeo, apareix Flanagan nu lligat a un dispositiu de tortura mecànic que li perfora la carn, li estira els mugrons i el penis amb pinces, li aixafa els genitals amb una paleta i, finalment, el mata. A part de la seva "mort" a la pantalla que sí que ho és, tots els altres actes infligits a Flanagan al vídeo no són simulats.
El 1993, Flanagan va aparèixer al vídeo de la cançó de Danzig "It's Coming Down". A la versió sense censura del vídeo (a prop del final), Flanagan perfora els llavis superior i inferior junts i després clava un clau pel cap del seu penis abans de sagnar a la lent de la càmera que el grava.
Flanagan també va tenir un petit paper al vídeo "Crush My Soul" de Godflesh, com un Crist suspès cap per avall, aixecat al sostre d'una església per Sheree Rose.

## Mort
El 4 de gener de 1996, Flanagan va morir als 43 anys per complicacions a causa de la fibrosi quística que patia. El va sobreviure la seva dona i estreta col·laboradora artística Sheree Rose. El seu cos es troba ara a la capella del cementiri Forest Lawn.
Els últims anys de la vida de Flanagan, inclosa la seva mort, són el tema del documental de Kirby Dick SICK: The Life & Death of Bob Flanagan, Supermasochist. La participació de Flanagan a la pel·lícula va dependre que la seva mort fos part del projecte completat.

## Obres seleccionades
- Visiting Hours: An Installation by Bob Flanagan in collaboration with Sheree Rose, Santa Monica Museum of Art and the New Museum, 1994[15] A Visiting Hours, Flanagan va transformar un espai del Santa Monica Museum of Art en una clínica mèdica, amb mobles de sala d'espera, plantes en test i còpies de la revista Highlights For Children.[16]
- A Matter of Choice, en col·laboració amb Sheree Rose, Los Angeles Contemporary Exhibitions, juliol de 1992[17]
- Bob Flanagan at the Movies, Artists' Television Access, San Francisco, 18 d'abril de 1992[17]
- Bob Flanagan's Sick, Art in the Anchorage, Nova York, agost de 1991[17] Sick és una veu en off que llegeix el "contracte" real que els dos (Sheree Rose i Bob Flanagan) van redactar, que detalla el seu acord mestre/esclau.[8]
- Tell Me What to Do: An Improvisation Reading and Performance, Beyond Baroque Literary Arts Center, Venècia, 14 d'agost de 1987[17]